# Dwight Eind
Dwight Eind (Haarlem, 2 december 1983) is een Nederlandse profvoetballer. Hij speelt als middenvelder bij de amateurs van FC Omniworld in Almere. Voor het seizoen 2009/2010 is Eind vastgelegd door Sparta Nijkerk.

## Spelerstatistieken
| seizoen | club             | land      | competitie             | wed. | goals |
| ------- | ---------------- | --------- | ---------------------- | ---- | ----- |
| 2005/06 | FC Omniworld     | Nederland | Eerste divisie         | 23   | 0     |
| 2006/07 | FC Omniworld     | Nederland | Eerste divisie         | 24   | 4     |
| 2007/08 | KFC Dessel Sport | België    | Tweede klasse          | 27   | 0     |
| 2008/09 | FC Omniworld     | Nederland | Zondag Hoofdklasse A   | 0    | 0     |
| 2009/10 | Sparta Nijkerk   | Nederland | Zaterdag Hoofdklasse B |      |       |